# 別離 (若山牧水の歌集)
『別離』（べつり）は、若山牧水の歌集である。1910年4月10日、東雲堂書店発行。装頓は石井柏亭。青春の哀歓を謳歌した抒情歌が多く、自然主義の歌人として牧水の名を広め、ついには歌壇的地位を獲得するまでに至った。